# Association internationale d'études occitanes
L'Association internationale d'études occitanes ou AIEO (en occitan Associacion Internacionala d'Estudis Occitans) a pour objectif de favoriser et coordonner les recherches scientifiques dans le domaine des études occitanes.

## Présentation
C'est une association qui rassemble plus de quatre cent cinquanta spécialistes de la langue occitane, de la littérature et de l'histoire occitanes, et d'autres sciences humaines concernant l'Occitanie. Ils sont issus de vingt-cinq nationalités différentes. L'institution a été fondée en 1981 à Liège en Belgique.

## Présidents
- 1981-1990 : Peter T. Ricketts (oc)
- 1990-1993 : Quirinus Ignatius Maria Mok (oc)
- 1993-2005 : Georg Kremnitz
- 2005-2014 : Walter Meliga
- 2014-2021 : Rosa María Medina Granda
- depuis 2021 : Miriam Cabré

## Publications
L’Association a organisé plusieurs congrès :
- 1984 Southampton
- 1987 Turin
- 1990 Montpellier
- 1993 Vitoria-Gasteiz
- 1996 Toulouse
- 1999 Vienne
- 2002 Reggio de Calabre et Messine
- 2005 Bordeaux
- 2008 Aix-la-Chapelle
- 2011 Béziers
- 2014 Lérida
- 2017 Albi